# سکرژوتی
سکرژوتی (به صربی: Skržuti) یک منطقهٔ مسکونی در صربستان است.